# Copris brittoni
Copris brittoni là một loài bọ cánh cứng trong họ Bọ hung (Scarabaeidae).